# Яворцы
Яворцы (укр. Яворці) — часть пгт Репки, бывший посёлок в Репкинском районе Черниговской области Украины. 

## История
В 1986 году население посёлка составляло 510 человек. Решением Черниговского областного совета от 12 января 1993 года посёлок Яворцы включён в состав пгт Репки. В 2020 году весной двое подростков сожгли дом предварительно снеся замок и выломав двери в сарае.

## География
Здесь расположена ж/д станция Голубичи. Является южным анклавом Репок по обе стороны ж/д линии Чернигов—Горностаевка и западнее автодороги М-01.